# Janice Raymond
Janice G. Raymond, född 24 januari 1941 i Rhode Island, är en amerikansk professor emerita i kvinnostudier och medicinsk etik vid University of Massachusetts. Hon är också en aktivist med långvarigt engagemang i den feministiska rörelsen. Hon är författare till fem böcker och ett stort antal artiklar. I dessa böcker och artiklar har hon diskuterat feministisk teori, våld mot kvinnor, kvinnors hälsa, transsexualism, biomedicin, prostitution, med mera.
År 2000 var hon medförfattare till en av de första studierna om trafficking i USA, Sex Trafficking in the United States: Links Between International and Domestic Sex Industries. 2002 var hon medförfattare och redaktör till en studie i Filippinerna, Indonesien, Thailand, Venezuela och USA: Women in the International Migration Process: Patterns, Profiles and Health Consequences of Sexual Exploitation.

## Utmärkelser
1986 utnämndes hennes bok A Passion for Friends: a Philosophy of Female Friendship till bästa facklitterära bok av den brittiska tidskriften City Limits.
2007 mottog hon International Woman Award från Zero Tolerance Trust i Glasgow, Skottland.

## Publiceringar

### Böcker
- Raymond J. The Transsexual Empire (1979 and 1994; reprinted by Teachers College, Columbia University, New York; Editions du Seuil, Paris)
- Raymond J. A Passion for Friends (1986 and 2001: Beacon Press, Boston; the Women's Press, London; Frauenoffensive, Munich; reprinted by Spinifex Press, Melbourne)
- Raymond J. RU 486: Misconceptions, Myths and Morals (1991: Spinifex Press, Melbourne; Konkret Literatur Verlag, Hamburg; Narigrantha Prabartan, Dhaka, Bangladesh)
- Raymond J. Women as Wombs: Reproductive Technologies and the Battle Over Women's Freedom (1993: HarperSanFrancisco; Spinifex Press, Melbourne; Frauenoffensive, Munich)
- The Sexual Liberals and the Attack on Feminism by Dorchen Leidholdt and Janice Raymond, published 1990 by Pergammon Press ISBN 0-08-037457-3

### Artiklar
- Raymond J. Report to the United Nations Special Rapporteur on Violence Against Women: Prostitution and Trafficking (1995: Coalition Against Trafficking in Women).
- “Prostitution on Demand.” Violence Against Women, 10 (10) Oktober 2004: 1156-1186.
- “Ten Reasons for Not Legalizing Prostitution and a Legal Response to the Demand for Prostitution.” In Prostitution, Trafficking and Traumatic Stress. Ed. by Melissa Farley. Binghamton: Haworth Press, 2004: 315-332. Översatt till ett flertal språk.
- “The New UN Trafficking Protocol.” Women’s Studies International Forum, 25 (5) 2002: 491-502.
- Hynes, H. Patricia and Janice G. Raymond.  “Put in Harm’s Way: The Health Consequences of Sex Trafficking in the United States.” In Policing the National Body: Race, Gender, and Criminalization. Ed. by Jael Silliman and Anannya Bhattacharjee. Boston: South End Press. 2002: 197-229.
- “Class Matters: Yes It Does.” In Women and Social Class- International Feminist Perspectives.” Ed. by Christine Zmroczek and Pat Mahony. University College Press, London (Taylor and Francis Group), 1999: 105-113.
- Los Angeles Times. “Perspective on Human Rights: Prostitution is Rape That’s Paid For,” December 11, 1995, p. B6.
- Los Angeles Times.  "RU 486: Miracle Drug Turns Nasty." April 11, 1993, p.M5.